# Toàn Thắng, Kim Động
Toàn Thắng là một xã thuộc huyện Kim Động, tỉnh Hưng Yên, Việt Nam.

## Địa lý
Xã Toàn Thắng nằm ở phía bắc huyện Kim Động, có vị trí địa lý:
- Phía đông giáp xã Nghĩa Dân
- Phía nam giáp xã Phạm Ngũ Lão
- Phía tây giáp xã Vĩnh Xá
- Phía bắc giáp huyện Khoái Châu.

Xã Toàn Thắng có diện tích 7,30 km², dân số năm 2019 là 10.172 người, mật độ dân số đạt 1.393 người/km².

## Hành chính
Xã Toàn Thắng được chia thành 4 thôn: Nghĩa Giang, Đồng An, An Xá, Trương Xá (Phố Trương).

## Kinh tế
Xã Toàn Thắng nổi tiếng với nghề nấu rượu (Trương Xá), thôn Nghĩa Giang trước đây cũng có nghề làm mì bún (bún khô), khu vực phố Trương và các thôn ven quốc lộ 39: kinh doanh dịch vụ, thương mại, quán cơm xe tải, vật liệu, vận tải... Các khu vực xa trung tâm xã như thôn An Xá kinh tế chủ đạo là nông nghiệp.

## Văn hóa
Đình An Xá thờ An Công và Dực Công là tướng của Hùng Vương thứ 18. Đình còn giữ lại được sắc phong và nhiều di vật cổ quý. Đình chùa An Xá đã được Bộ Văn hóa thông tin sau là Bộ Văn hóa Thể thao và Du lịch công nhận là di tích lịch sử, văn hóa, kiến trúc và nghệ thuật cấp quốc gia 1994.

## Giao thông
Các trục đường chính đi qua xã:
- Quốc lộ 39: đi lên Bô Thời, Phố Nối – đi xuống thị trấn Lương Bằng – cầu Triều Dương
- Quốc lộ 38: đi thị trấn Ân Thi – ngã tư Quán Gỏi
- Tuyến tránh Quốc lộ 38, 39 đi Ân Thi – thành phố Hưng Yên.

Hệ thống xe buýt: tuyến 205, 216.